# Károly Güttler
Károly Güttler (Budapeste, 15 de junho de 1968) é um nadador húngaro, ganhador de duas medalhas olímpicas no nado peito.
Foi o recordista mundial dos 100 metros peito entre 1993 e 1996.
Foi eleito "Nadador do Ano" pela revista Swimming World Magazine em 1993, ano no qual foi campeão europeu dos 100 metros peito batendo o recorde mundial na semifinal da competição.